# Carriarico
Carriarico (¿? - 559) fue rey del reino suevo de Braga (550 - 559). Su nombre también se escribe como Cariarico, Karriarico o Charriarico.

## Biografía
Con el inicio de su reinado termina el denominado periodo oscuro.
De acuerdo con el relato que hace Gregorio de Tours, única fuente primaria para los reyes suevos, en su Historia Francorum, escrita entre 573 y 579, la lepra era una enfermedad común en Galicia durante el siglo VI, y el hijo del rey resultó afectado de ella. Los suevos eran entonces arrianos, pero Carriarico habiendo oído hablar de Martín de Tours, prometió aceptar las creencias del santo, si su hijo se curaba. Mandó traer algunas reliquias del santo desde Tours, y su hijo se curó, por lo que el rey y todo su reino se convirtieron al catolicismo en 550.
Cariarico introdujo el culto a Martín de Tours en Galicia, y le nombró beatus patronus. Murió no más tarde del 1 de mayo de 559, ni antes del 2 de mayo de 558, y le sucedió Ariamiro.